# Peter Paltchik
Peter Paltchik (Jalta, 4 gennaio 1992) è un judoka israeliano.

## Palmarès
- Giochi olimpici

Parigi 2024: bronzo nei 100 kg.
- Europei

Tel Aviv 2018: bronzo nei 100 kg.
Praga 2020: oro nei 100 kg.
- Europei juniores:

Lommel 2011: argento nei 90 kg.

### Vittorie nel circuito IJF
| Data             | Località  | Paese               | Categoria  |
| ---------------- | --------- | ------------------- | ---------- |
| 18 giugno 2017   | Cancún    | Messico             | Grand Prix |
| 1º aprile 2018   | Tbilisi   | Georgia             | Grand Prix |
| 27 ottobre 2018  | Abu Dhabi | Emirati Arabi Uniti | Grand Slam |
| 16 novembre 2018 | L'Aia     | Paesi Bassi         | Grand Prix |
| 25 gennaio 2020  | Tel Aviv  | Israele             | Grand Prix |
| 9 febbraio 2020  | Parigi    | Francia             | Grand Slam |